# ژنو پابلیک ترانسپورت
ژنو پابلیک ترانسپورت (فرانسوی: Transports publics genevois‎) شرکت ترابری سوئیسی است، که در سال ۲۰۰۳ تأسیس شد.